# Автобан A64 (Німеччина)
Федеральний автобан A64 (A64, нім. Bundesautobahn 64)  — федеральна автомагістраль у німецькій землі Рейнланд-Пфальц і частина європейського маршруту 44. Вона створює сполучення довжиною 14 км між мережею автомагістралей Люксембургу та регіоном навколо Тріра. Східний кінець автобану плавно зливається з A64a, який, у свою чергу, з’єднується з A602 на перехресті Трір-Еранг. План полягав у тому, щоб продовжити шлях на рівні автостоянки Діке Бухе через Мейленвальд до A1 поблизу Швайха, щоб встановити пряме сполучення з рештою німецької мережі автострад (Мейленвальд автобан).
Автобан був побудований у 1980-х роках як західний кінець A48, який веде від Тріра через Даун, Кобленц, Ветцлар і Гіссен до розв'язки Хаттенбахер, де він вливатиметься в A7. У рамках запровадження номерів точок з’єднання в 1992 році крайня західна частина A48 була перейменована на A64, щоб уникнути подвійних позначень точок з’єднання. Водночас було скасовано подвійну нумерацію федеральних автомагістралей 1 і 48 між Дауном і Тріром.

## Маршрут

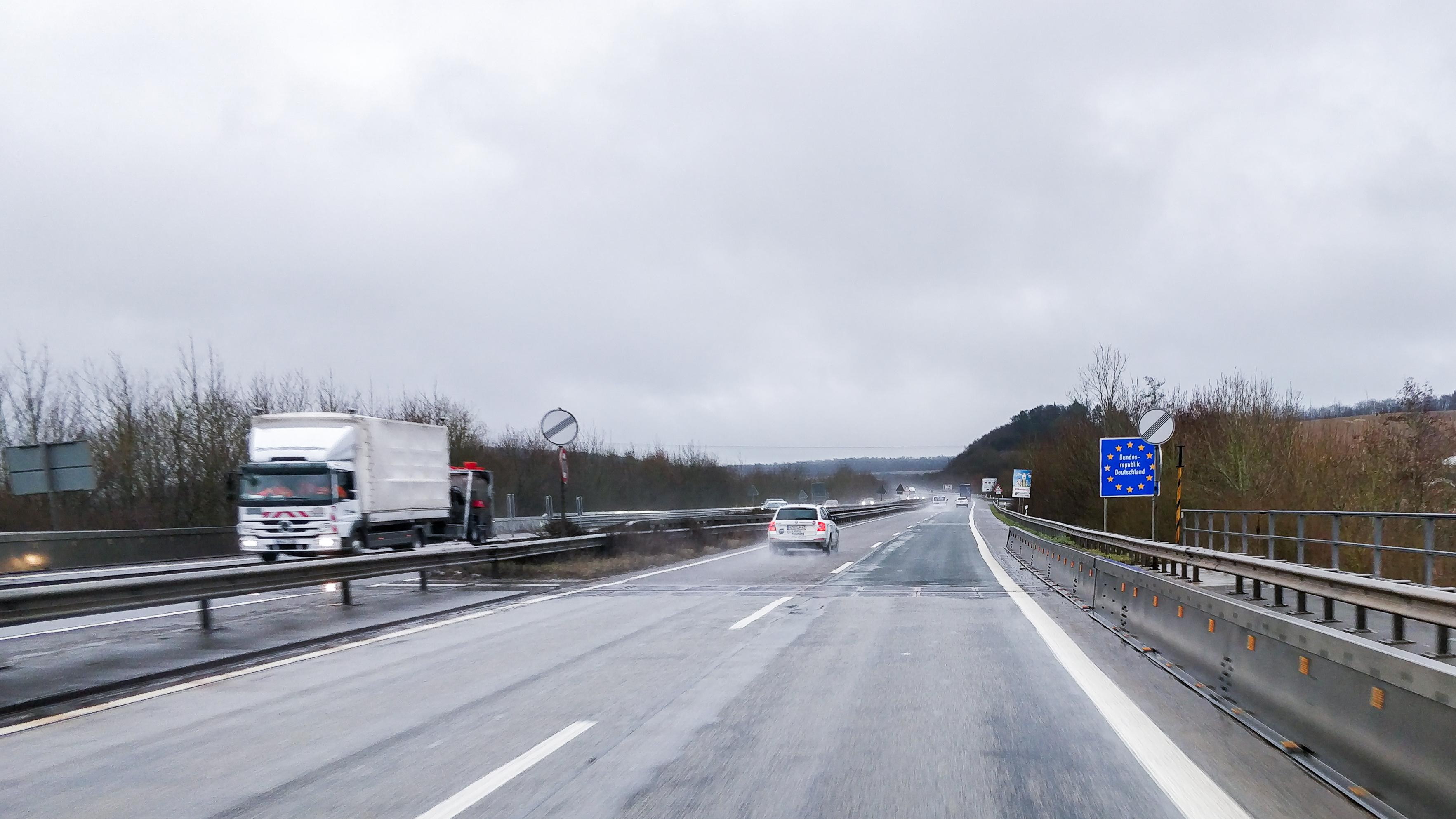
A64 після Зауерського віадука.